# Rowlandius serrano
Rowlandius serrano är en spindeldjursart som beskrevs av Rolando Teruel 2003. Rowlandius serrano ingår i släktet Rowlandius och familjen Hubbardiidae. Inga underarter finns listade i Catalogue of Life.